# Nils Larsson Stake
Nils Larsson Stake, död 1673, var skarprättare i Stockholm mellan åren 1663 och 1673. Han hade tidigare varit verksam som bödel i Nyköping. 
Han efterträddes av sin dräng Johan Larsson Hvitlock när denne avled 1673.